# Peter James (Szenenbildner)
Peter James (* 14. April 1924; † 17. November 1997 in Dover, England) war ein britischer Filmarchitekt.

## Leben
James begann seine Karriere im Filmstab 1950 als im Abspann nicht genannter Assistent des Artdirectors bei den Dreharbeiten zum Filmdrama Chance of a Lifetime von Bernard Miles. Bei zahlreichen seiner darauf folgenden Engagements erhielt er zunächst keinen Credit. James nahm verschiedene Aufgaben wahr, so wirkte er in der Requisite, Artdirector und Szenenbildner. Er arbeitete im Laufe seiner Karriere unter Regisseuren wie Stanley Kubrick, Richard Attenborough, Sam Peckinpah, John Sturges und John Huston.
1973 war er für Richard Attenboroughs Literaturverfilmung Der junge Löwe zusammen mit Don Ashton, John Graysmark, William Hutchinson und Geoffrey Drake für den Oscar in der Kategorie Bestes Szenenbild nominiert, die Auszeichnung ging in diesem Jahr jedoch an Cabaret. Eine zweite Nominierung für den Oscar erfolgte 1976; für John Hustons Abenteuerfilm Der Mann, der König sein wollte, gemeinsam mit Alexandre Trauner und Tony Inglis. Die Trophäe ging allerdings an Stanley Kubricks Monumentalfilm Barry Lyndon.
Gelegentlich war James auch für das Fernsehen tätig, er arbeitete an einigen Fernsehfilmen und Serien, darunter Hart aber herzlich und Die Abenteuer des Dick Turpin.

## Filmografie (Auswahl)
- 1953: Die feurige Isabella (Genevieve)
- 1961: Schloß des Schreckens (The Innocents)
- 1962: Das indiskrete Zimmer (The L-Shaped Room)
- 1962: Lolita
- 1962: Spiel mit dem Schicksal (Term of Trial)
- 1964: An einem trüben Nachmittag (Séance on a Wet Afternoon)
- 1967: Die Herrin von Thornhill (Far from the Madding Crowd)
- 1968: Der Löwe im Winter (The Lion in Winter)
- 1971: Wer Gewalt sät (Straw Dogs)
- 1972: Der junge Löwe (Young Winston)
- 1973: Der Mackintosh-Mann (The MacKintosh Man)
- 1973: Die Nacht der tausend Augen (Night Watch)
- 1975: Der Mann, der König sein wollte (The Man Who Would Be King)
- 1976: Der Adler ist gelandet (The Eagle Has Landed)
- 1976: Kein Koks für Sherlock Holmes (The Seven-Per-Cent Solution)
- 1983: Dotterbart (Yellowbeard)
- 1988: Genie und Schnauze (Without a Clue)
- 1989: Weiße Zeit der Dürre (A Dry White Season)
- 1998: Ein Zwilling kommt selten allein (The Parent Trap)

## Auszeichnungen (Auswahl)
- 1973: Oscar-Nominierung in der Kategorie Bestes Szenenbild für Der junge Löwe
- 1976: Oscar-Nominierung in der Kategorie Bestes Szenenbild für Der Mann, der König sein wollte